# Virgil Griffith

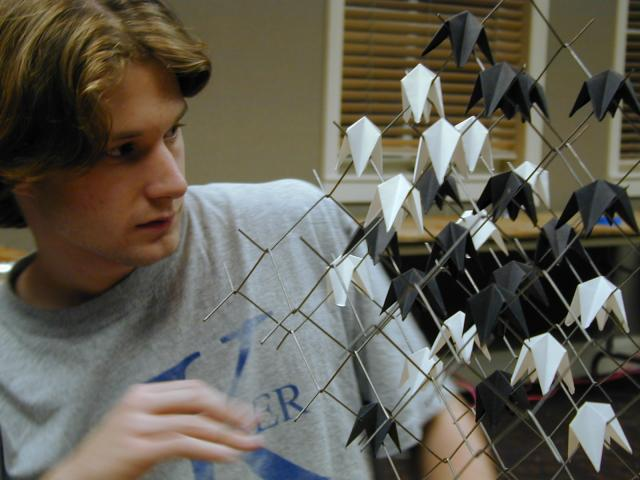
Virgil Griffith
beim Diamond-Go-Spiel, 2005

Virgil Griffith (* 6. März 1983 in Birmingham, Alabama, USA) ist ein US-amerikanischer Hacker und Wissenschaftler, der erstmals 2003 wegen einer Klage der Blackboard Inc. bekannt wurde. Er veröffentlichte Bücher und Artikel in der Zeitschrift artificial life und hält Vorträge.

## Biografie
Griffith wurde als erstes von zwei Kindern eines Ärzte-Ehepaars geboren. Er absolvierte die „Alabama School of Math and Science“ und beendete diese 2002. Danach begann er an der University of Alabama mit dem Studium der Kognitionswissenschaft. 2004 wechselte er zur Indiana University.
Griffith hielt Vorträge bei den Hackerkonferenzen Interz0ne, PhreakNIC und HOPE. Auf der Interz0ne 1 traf er 2001 Billy Hoffman, einen Hacker aus Georgia, der eine Sicherheitslücke in den ID-Magnetkarten („BuzzCards“) des dortigen Studentencampus entdeckt hatte. Griffith und Hoffman fanden im darauffolgenden Jahr noch mehr über dieses Sicherheitsleck heraus und beschlossen, auf der Interz0ne2 im April 2003 einen Vortrag darüber zu halten. Wenige Stunden vor der Präsentation wurde dieser Vortrag per einstweiliger Verfügung untersagt. Zwei Tage später folgte eine Klage der Firma Blackboard Inc. mit der Begründung, beide hätten Geschäftsgeheimnisse gestohlen, gegen den DMCA sowie gegen die Spionagegesetze von 1917 verstoßen. Die Klage wurde später fallengelassen.
Virgil Griffith ist der Entwickler des Software-Tools WikiScanner.
Nach seinem Studium der Kognitionswissenschaft an der Indiana University studiert Griffith nun am Elite-Institut California Institute of Technology (Caltech). Gleichzeitig ist er als Gast am Santa Fe Institute in der Forschung tätig und hält Vorträge.
Im Dezember 2019 wurde er am Flughafen Los Angeles festgenommen. Ihm wurde vorgeworfen, in Nordkorea Vorträge zum Thema Geldwäsche mit Kryptowährungen gehalten zu haben und damit gegen Sanktionen verstoßen zu haben. Im April 2022 wurde Griffith zu "63 bis 78" Monaten Haft und einer Geldstrafe von 100.000 US-Dollar verurteilt, nachdem er sich schuldig bekannt und Reue bekundet hatte. Die mögliche Höchststrafe hätte bei 20 Jahren Haft gelegen.